# فوگن
فوگن (به آلمانی: Fügen) یک منطقهٔ مسکونی در اتریش است که در شواس واقع شده‌است. فوگن ۶٫۶۴ کیلومتر مربع مساحت دارد ۵۴۵ متر بالاتر از سطح دریا واقع شده‌است.